# Lužnice (ort)
Lužnice är en ort i Tjeckien.   Den ligger i regionen Södra Böhmen, i den centrala delen av landet, 120 km söder om huvudstaden Prag. Lužnice ligger 424 meter över havet och antalet invånare är 380.
Terrängen runt Lužnice är platt. Runt Lužnice är det glesbefolkat, med 17 invånare per kvadratkilometer. Närmaste större samhälle är Třeboň, 6,7 km söder om Lužnice. Omgivningarna runt Lužnice är en mosaik av jordbruksmark och naturlig växtlighet.